# Extension Gunners
Extension Gunners is een Botswaanse voetbalclub uit de stad Lobatse. Ze spelen in de Mascom Premier League, de nationale voetbalcompetitie van Botswana. De club won tot hiertoe drie keer de landstitel, allen begin jaren 90.

## Palmares
- Landskampioen

Winnaars (3) : 1992, 1993, 1994
- Beker van Botswana

Winnaars (3) : 1988, 1992, 2011
Botswana Defence Force XI · 
Botswana Meat Commission · 
ECCO City Greens · 
Extension Gunners · 
FC Satmos · 
Gaborone United · 
Miscellaneous · 
Mochudi Centre Chiefs · 
Mogoditshane Fighters · 
Motlakase Power Dynamos · 
Nico United · 
Notwane FC · 
Police XI · 
TAFIC · 
Township Rollers · 
Uniao Flamengo Santos